# تي. في. إيدي
تي. في. إيدي هو سياسي أمريكي، ولد في 25 أكتوبر 1853 في مقاطعة مكهنري في الولايات المتحدة، وتوفي في 1918. نشط حزبياً في الحزب الجمهوري. وقد انتخب عضو مجلس نواب واشنطن ‏.